# Gombástanya
Gombástanya vagy Batizgombás (Ciuperceni), település Romániában, a Partiumban, Szatmár megyében.

## Fekvése
Szatmárnémetitől északkeletre, Mikolától délkeletre fekvő település.

## Története
Gombástanya nevét 1888-ban említették először Gombás t. néven. 1913-ban Gombástanya, mint Batiz tartozéka, 1999-ben Batizgombás néven írták.
A Szatmárnémeti közelségében levő Batiz határában fekvő Gombás-erdő az elmúlt évszázadokban a környék és megye legnevezetesebb síkvidéki erdősége volt. Mely híres volt arról, hogy búvóhelyet nyújtott az Alföldről elmenekült, bár itt állandó tanyát sohasem vert szegénylegényeknek. Itt Batiz határában, Egri közelében volt a Gombás nevű (puszta) tanya is, a gombási erdő erdészháza közelében, ahova az 1900-as évek elején kezdett a lakosság nagyobb számban letelepedni, mely mára már virágzó, fejlődő településsé vált.
1910-ben 287 lakosa volt, melyből 166 görögkatolikus, 49 római katolikus, 70 református, 2 izraelita volt.
Gombástanya 1930-ban még Batizhoz tartozott, azonban 1956-ban különvált Batiztól és önálló település lett, Egri községközponttal.
1992-ben 497 lakosa volt, ebből 128 görögkeleti ortodox, 84 görögkatolikus, 192 római katolikus, 46 református és 47 egyéb volt.
Gombástanya ma Egri községhez tartozik.

## Nevezetességek
- Kápolnája Szent Péter és Pál apostolok tiszteletére 1934-1935 között épült.